# L'immeuble à vélos
L'immeuble à vélos est un immeuble d'habitation situé 6 avenue Marie-Reynoard à Grenoble au sein du quartier Vigny-Musset. Conçu par l'agence Hérault Arnod Architectes, cet édifice comptant 6 étages à la particularité d'avoir des parties communes et voies de circulations faites pour se déplacer à vélo. Ce cabinet d'architecture a été également à la source de la conception de la Patinoire Pôle Sud à Grenoble.

## Concept
À mi-chemin entre le logement collectif et la maison individuelle, l'immeuble à vélos cherche à offrir un habitat urbain en adéquation avec les attentes contemporaines.
Ascenseurs et coursives extérieures sont dimensionnés pour permettre d'y circuler à vélo. L'accès à chaque logement se fait, comme pour une maison individuelle, par l'extérieur. Chaque logement dispose d'une « boîte de stockage » d'environ 6 m2 pouvant faire office de garage à vélos. Selon ses concepteurs, « Le projet fonctionne suivant des séquences et une relation à l'extérieur empruntées à la maison individuelle : le chemin / les passerelles, le garage / les boîtes de stockage, la maison / l'appartement, le jardin / la terrasse. Cette logique se prolonge jusqu'au dernier niveau où les appartements en duplex sont conçus comme des villas sur le toit, avec de grandes terrasses jardin. »
L'immeuble à vélos fut l'un des 100 projets sélectionnés pour l'exposition d'architecture « Générocité », qui a représenté la France à l'Exposition internationale d'architecture de Venise en 2008,.

## Réalisation
L'immeuble a été conçu en 2004, et livré en juillet 2008. Il propose 56 logements allant du T2 au T5. Il répond aux exigences du label HQE, avec une consommation énergétique moyenne atteignant 75 kWh/m² par an. La surface hors œuvre nette totale est de 5 275 m2, avec une surface utile de 3 535 m2 dédiée aux logements et de 300 m2 dédiée aux commerces.